# DI Большого Пса
DI Большого Пса (лат. DI Canis Majoris) — одиночная переменная звезда в созвездии Большого Пса на расстоянии (вычисленном из значения параллакса) приблизительно 14438 световых лет (около 4427 парсеков) от Солнца. Видимая звёздная величина звезды — от +15m до +11,3m.

## Характеристики
DI Большого Пса — красная пульсирующая переменная звезда, мирида (M) спектрального класса M2.